# Supernatural (음반)
| 전문가 평가                | 전문가 평가 |
| 평가 점수                  | 평가 점수   |
| 출처                       | 점수        |
| -------------------------- | ----------- |
| AllMusic                   | [ 1 ]       |
| Entertainment Weekly       | B+          |
| Christgau's Consumer Guide | [ 3 ]       |
| Rolling Stone              | [ 4 ]       |

《Supernatural》은 1999년 6월 15일, 아리스타 레코드에서 발매된 미국의 라틴 록 밴드 산타나의 열여덟 번째 스튜디오 음반이다. 1990년대 중반 이 그룹이 레이블이 없는 자신들을 발견한 후, 창립 멤버이자 기타리스트인 카를로스 산타나는 아리스타 회장인 클라이브 데이비스와 대화를 시작했고, 이것은 새로운 음반 계약을 맺었다. 데이비스는 원래 1969년 그가 그 레이블의 사장이었을 때 컬럼비아 레코드와 계약을 맺었다. 산타나는 팝과 라디오 친화적인 소재에 음악적인 방향을 집중하고 싶었고 에릭 클랩튼, 롭 토머스, 이글아이 체리, 로린 힐, 데이브 매슈스, 마나, KC 포터, 시로 그린을 포함한 다양한 컨템포러리 게스트 아티스트들과 함께 작업을 진행하면서 《Supernatural》의 제작을 위해 A&R맨 피트 간바그와 협력했다.
《Supernatural》은 산타나의 음악에 대한 새로운 관심을 불러일으키며 전 세계적으로 중요한 상업적 성공을 거두었다. 그것은 15배 플래티넘 인증을 받은 12주 동안 연속해서 미국을 포함한 11개국에서 1위에 올랐다. 매치박스 트웬티의 리드 싱어 롭 토머스가 참여한 이 음반의 여섯 곡 중 첫 번째 싱글인 〈Smooth〉는 전 세계적으로 1위를 차지했고 빌보드 핫 100 차트에서 12주 동안 1위를 차지했다.
2000년, 이 음반은 올해의 앨범상을 포함한 9개의 그래미 어워드의 주제가 되어 산타나를 최초로 히스패닉 상을 수상하게 했으며, 마이클 잭슨이 하룻밤 만에 최다 수상 기록을 세운 최고의 록 음반과 동률을 이루었다. 데이비스는 올해의 앨범상을 받았다. 산타나는 또한 올해의 레코드상을 포함한 세 개의 라틴 그래미 어워드를 수상했다.

## 배경
1991년 카를로스 산타나의 컬럼비아 레코드와의 레코드 계약이 끝났다. 폴리도르/아일랜드 레코드에서 그의 두 개의 후속 음반인 《Milagro》(1992년)와 《Sacred Fire: Live in South America》(1993년)는 강한 판매와 차트 위치를 끌어들이는데 실패했고, 이로 인해 기타리스트는 "추적과 가속"을 얻지 못했기 때문에 계약을 끝냈다. 그리고 나서 산타나는 적절하고 자발적인 거래를 찾기 위해 고군분투했고 몇몇 상표들은 그를 너무 늙었다고 생각했다고 회상했다. 그의 운명은 그가 1969년 산타나와 컬럼비아로 처음 계약한 아리스타 레코드 설립자 클라이브 데이비스에 관한 다큐멘터리에 참여하도록 초대받았을 때 1995년에 바뀌었다. 산타나는 아내의 격려로 데이비스에게 아리스타와 계약할 가능성에 대해 다가갔다. 이 커플은 데이비스를 1997년 7월 라디오 시티 뮤직 홀에서 열린 산타나의 콘서트에 초대했는데, 이 콘서트는 이 그룹의 새로운 라인업을 특징으로 했다.
이후 산타나와 데이비스의 만남이 이루어졌고, 이 기간 동안 기타리스트는 다양한 사람들이 공감할 수 있는 강한 멜로디 라인과 가사로 더 간결하고 라디오 친화적인 노래를 만들고 싶다는 바람을 표현했다. 그는 데이비스에게 "60년대에 갇혀있지 않았다. 나는 이 시대에 적응할 수 있었다"고 확신시켰고, 마일스 데이비스와 존 콜트레인을 그들의 후기 직업에서 팝 쪽으로 음악적 방향을 바꾼 아티스트로 꼽았다. 데이비스는 그 프로젝트를 돕기로 동의했고 1997년 말에 그 밴드에 레코드 계약을 맺었다. 그는 새 음반이 그 당시 미국에서 400만 장 이상 팔렸던 밴드의 두 번째 음반인 《Abraxas》(1970년)의 판매량을 능가하는 것을 목표로 했다. 데이비스는 이 음반이 "카를로스가 매우 느끼고 있는 현대적 영향"을 지닌 "빈티지 산타나"여야 한다는 것을 깨달았고, 그가 특히 흥미로워하는 기타리스트와 협력하기 위해 잠재적인 아티스트들을 접촉하는 작업을 보았다. 산타나는 《Supernatural》이 처음에는 결코 "스타가 많이 들어간" 음반이 아니었다고 주장했지만, "그 노래들은 정말로 다른 가수들과 다른 음악가들을 지배했다."
이 음반의 제목은 원래 《Mumbo Jumbo》로 정해졌지만, 발매 직전에 《Supernatural》로 바뀌었다. 데이비스는 1999년 6월 1일 뉴욕의 보트하우스 레스토랑에서 음반 발매 파티를 열었다.

## 노래
〈The Calling〉에는 기타리스트 에릭 클랩튼이 참여하는데, 그는 산타나가 로린 힐과 함께 공연하는 1999년 그래미 어워드에 참석했고 산타나에게 미래의 산타나 트랙에 그가 들어갈 자리가 있는지 전화해 달라고 부탁했다.
〈Love of My Life〉는 브람스의 《교향곡 제3번 F장조》 3악장을 재해석한 곡으로, 카를로스 산타나는 이를 "영광스러운 음악"이라고 표현한 바 있다.

## 상업적 성과
이 음반은 세계에서 가장 많이 팔린 음반 중 하나이며, 전 세계적으로 3천만 장 이상이 팔렸고, 미국에서만 1,180만 장이 팔렸다. 이 음반은 히스패닉 아티스트가 가장 많이 팔린 음반으로, 많은 나라에서 1위를 차지했다.
2005년 《기네스 세계 기록》에 따르면, 이 음반은 1971년 《Santana III》 이후 빌보드 200에서 정점을 찍은 첫 음반으로, 총 28년 만에 두 음반 사이의 가장 긴 격차를 만들었다.
아리스타는 초기 12만5000장의 음반 출하를 계획했으나 입소문을 통해 음반에 대한 관심이 높아져 21만 장으로 늘어났다. 1999년 6월 첫째 주, 레이블이 광고주들에게 샘플 음반을 발표한 후, 이 숫자는 35만 장으로 늘어났다. 이 음반은 미국 빌보드 200에서 19위로 데뷔했고 결국 1999년 10월에 169,000장이 팔려 1위를 차지했고, 그 다음 주에는 183,000장이 팔렸고, 그 첫 3주 동안은 199,000장이 팔렸다. 이 음반의 최고 판매량은 52만 7천 부가 팔린 마지막 주에 나왔다. 그것의 판매량은 홀리데이 시즌이 끝난 후에도 여전히 성층권에 머물 것이며 하룻밤 만에 9개의 그래미 어워드를 수상한 후 583,000장이 팔렸고, 그것은 거의 판매가 줄지 않았고, 또 다시 441,000장이 팔렸다.

## 곡 목록
| #   | 제목                                                   | 작사·작곡                                                   | 재생 시간 |
| --- | ------------------------------------------------------ | ----------------------------------------------------------- | --------- |
| 1.  | 〈(Da Le) Yaleo〉                                      | 카를로스 산타나, 샤카라 무텔라, 크리스티안 폴로니           | 5:51      |
| 2.  | 〈Love of My Life〉 (Feat. 데이브 매슈스, 카터 보퍼드) | 산타나, 매슈스                                              | 5:48      |
| 3.  | 〈Put Your Lights On〉 (Feat. 에버라스트)              | 에릭 슈뢰디                                                 | 4:47      |
| 4.  | 〈Africa Bamba〉                                       | 산타나, 이스마흘라 투레, 식스우 티디안 투레, 카를 페라조    | 4:40      |
| 5.  | 〈Smooth〉 (Feat. 롭 토머스)                           | 이타알 슈르, 롭 토머스                                      | 4:56      |
| 6.  | 〈Do You Like the Way〉 (Feat. 로린 힐, 시로 그린)     | 로린 힐                                                     | 5:52      |
| 7.  | 〈Maria Maria〉 (Feat. 더 프로덕트 G&B)                | 산타나, 페라조, 라울 레코브, 와이클리프 장, 제리 듀플리시스 | 4:21      |
| 8.  | 〈Migra〉                                              | 산타나, 라시드 타하, 토니 린제이                            | 5:24      |
| 9.  | 〈Corazón Espinado〉 (Feat. 마나)                      | 페르 올베라                                                 | 4:32      |
| 10. | 〈Wishing It Was〉 (Feat. 이글아이 체리)               | 이글아이 체리, 마이클 심슨, 존 킹, 몽키 마크, KC 포터       | 4:59      |
| 11. | 〈El Farol〉                                           | 산타나, 포터                                                | 4:49      |
| 12. | 〈Primavera〉                                          | 산타나, J. B. 에클, 치에 가르시아 알론소                    | 5:17      |
| 13. | 〈The Calling〉 (Feat. 에릭 클랩튼)                    | 산타나, 체스터 톰슨, 프레디 스톤, 린다 그레이엄             | 12:27     |

## 인증
| 국가                                                  | 인증         | 판매량/출하량 |
| ----------------------------------------------------- | ------------ | ------------- |
| 아르헨티나 (CAPIF)                                    | 2× 플래티넘  | 120,000^      |
| 오스트레일리아 (ARIA) dvd                             | 6× 플래티넘  | 90,000^       |
| 오스트레일리아 (ARIA)                                 | 4× 플래티넘  | 280,000^      |
| 오스트리아 (IFPI 오스트리아)                          | 2× 플래티넘  | 100,000*      |
| 벨기에 (BEA)                                          | 2× 플래티넘  | 100,000*      |
| 브라질 (Pro-Música Brasil)                            | 플래티넘     | 250,000*      |
| 캐나다 (뮤직 캐나다)                                  | 다이아몬드   | 1,000,000^    |
| 덴마크 (IFPI Danmark)                                 | 플래티넘     | 50,000^       |
| 핀란드 (Musiikkituottajat)                            | 플래티넘     | 50,291        |
| 프랑스 (SNEP)                                         | 2× 플래티넘  | 1,010,000*    |
| 독일 (BVMI)                                           | 2× 플래티넘  | 1,000,000^    |
| 그리스 (IFPI 그리스)                                  | 골드         | 15,000^       |
| 헝가리 (MAHASZ)                                       | 골드         |               |
| 이탈리아 (FIMI) sales since 2009                      | 골드         | 25,000*       |
| 일본 (RIAJ)                                           | 플래티넘     | 200,000^      |
| 라트비아 (LaMPA)                                      | 2× 플래티넘  | 16,000*       |
| 멕시코 (AMPROFON)                                     | 2× 플래티넘  | 300,000^      |
| 네덜란드 (NVPI)                                       | 2× 플래티넘  | 200,000^      |
| 뉴질랜드 (RMNZ)                                       | 4× 플래티넘  | 60,000^       |
| 폴란드 (ZPAV) dvd                                     | 플래티넘     | 10,000*       |
| 폴란드 (ZPAV)                                         | 플래티넘     | 0*            |
| 대한민국                                              | —            | 126,158       |
| 스페인 (PROMUSICAE)                                   | 3× 플래티넘  | 300,000^      |
| 스웨덴 (GLF)                                          | 플래티넘     | 80,000^       |
| 스위스 (IFPI 스위스)                                  | 4× 플래티넘  | 200,000^      |
| 영국 (BPI)                                            | 3× 플래티넘  | 971,798       |
| 미국 (RIAA) dvd                                       | 3× 플래티넘  | 300,000^      |
| 미국 (RIAA)                                           | 15× 플래티넘 | 11,800,000    |
| 요약                                                  |              |               |
| 유럽 (IFPI)                                           | 6× 플래티넘  | 6,000,000*    |
| 전 세계                                               | —            | 30,000,000    |
| *판매량을 기반으로 한 인증 ^출하량을 기반으로 한 인증 |              |               |

## 같이 보기
- 가장 많이 팔린 음반 목록
- 미국에서 가장 많이 팔린 음반 목록